# Thorsten Kjäll
Nils Thorsten Kjäll, född 1 december 1910 i Johannes församling, Stockholm, död 15 juni 1987 i Kista församling, Stockholm, överstelöjtnant i Frälsningsarmén, litteratursekreterare och ansvarig utgivare för Frälsningsarméns publikationer (däribland Stridsropet), författare, sångförfattare/översättare och kompositör. Han finns representerad i Frälsningsarméns sångbok 1990 (FA) med ett antal verk.
Han utbildades till frälsningsofficer vid krigsskolan i London 1930. Thorsten och hans fru, Kai (född Dahlberg), organiserade Frälsningsarméns museum i Stockholm. Förutom tjänst i Sverige har de arbetat i Finland, Skottland och England.
Även deras dotter Kai Kjäll-Andersson som är frälsningssoldat har tonsatt och författat ett flertal sånger.

## Sånger
- Jag förtröstar varje dag (FA nr 557) skriven eller översatt okänt årtal.
- Min gårdag är förbi. Den gav mig visshet (FA nr 575) skriven på 1940-talet tillsammans med hustrun Kai Kjäll och tonsatt av honom själv.
- Min vilja tag, o Gud (FA nr 799) översatt med Gösta Blomberg okänt årtal.
- Trots molnen på min himmel ej jag fruktan hyser (FA nr 593) översatt 1967.
- Världen är fylld av hjärtan som förblöder! (FA nr 674) översatt 1969.
- Vi tro på Gud (FA sånghäfte Härliga land år 1957 nr 51)